# Belcher (Louisiana)
Belcher falu az Amerikai Egyesült Államok Louisiana államában, Caddo megyében. Lakosainak száma 248 fő (2019. július 1.).

## Népesség
A település népességének változása:

| 2010 | 263 |
| 2019 | 248 |